# Buruli-Ulkus
Das Buruli-Ulkus (Ulcus tropicum) ist eine in den Tropen verbreitete, aber nicht an das tropische Klima gebundene (kommt auch in Japan und Australien vor) infektiöse Erkrankung der Haut und Weichteile mit Bildung zum Teil ausgedehnter Geschwüre. Erreger ist das atypische Mykobakterium (MOTT) Mycobacterium ulcerans, das mit den Erregern von Tuberkulose und Lepra verwandt ist.

## Epidemiologie
Verbreitet ist die Erkrankung in vielen Ländern West-, Zentral- und Ostafrikas, kommt aber auch in Südasien, Lateinamerika und Australien vor. Häufig ist die ländliche Bevölkerung in der Nähe von Gewässern oder Sumpfland betroffen. Beispielsweise lag die Prävalenz in mehreren ländlichen Regionen der Demokratischen Republik Kongo zwischen 0 und 27,5 pro 1000.
Die Übertragungsmechanismen des Erregers sind bis heute ungeklärt. Möglich erscheint eine Übertragung durch Hautläsionen und Kontakt mit kontaminiertem Wasser, oder auch durch Schwimmwanzen oder Stiche anderer Insekten. Ein natürliches Erregerreservoir ist bisher nicht identifiziert worden.

## Klinik
In den meisten Fällen sind die Extremitäten betroffen, bei Kindern können die Ulzerationen überall vorkommen. Aus einer papelartigen bis knotigen Hautschwellung heraus entwickelt sich das Geschwür, das erhebliche Ausdehnung annehmen kann. Verhängnisvoll ist, dass die Läsion schmerzlos ist und daher oft erst sehr spät einem Arzt vorgestellt wird. Nach Monaten bis Jahren heilt sie gelegentlich von selbst aus, allerdings kann es auch zu schweren Verstümmelungen, narbigen Kontrakturen oder Lymphödemen kommen.

## Diagnose

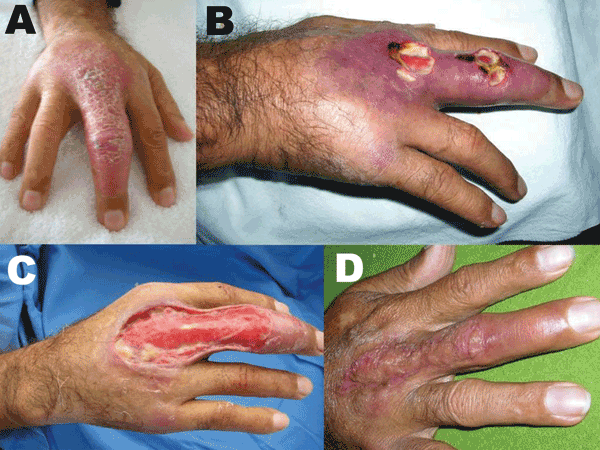
Buruli-Ulkus an der Hand eines peruanischen Patienten. A) zum Zeitpunkt der Diagnosestellung. B) Das Ulkus vier Wochen später. C) Chirurgisches Débridement, fünfeinhalb Wochen nach Diagnosestellung. D) Verheilte Wunde fünf Monate nach A und ein Monat nach autologer Hauttransplantation

In Endemiegebieten wird die Diagnose in der Regel klinisch unterstützend durch die Mikroskopie aus Wundabstrichen oder Feinnadelaspiraten auf säurefeste Stäbchenbakterien nach Ziehl-Neelsen als first-line Test im Feld gestellt. Die histopathologische Untersuchung exzidierten Gewebes oder von 3 mm Stanzbiopsien stellt eine hochsensitive und spezifische Methode dar. Sie ist in Endemiegebieten selten verfügbar. Die labordiagnostische Nachweismethoden mit der höchsten Sensitivität und Spezifität stellt die PCR der repetitiven Insertionssequenz IS2404 des M. ulcerans Genoms dar. Sie ist als konventionelle PCR oder real-time PCR nur in nationalen Referenzlaboren verfügbar. Die kulturelle Anzüchtung des Bakteriums ist geprägt von einer niedrigen Sensitivität (40–70 %) und einer langen Inkubationszeit von mindestens 6 Wochen. Daher ist diese Methode für die zeitnahe Diagnostik und Einleitung der Therapie ungeeignet, stellt jedoch derzeit die einzige Möglichkeit zum Viabilitätsnachweis der Erreger dar, welcher bei Therapieversagern und Rezidiven für weitere Therapieentscheidungen notwendig ist.

## Behandlung

### Herausschneiden
Die Therapie erfolgte bis 2004 weitgehend durch chirurgische Exzision. Dabei traten Rezidivraten bis zu 30 % auf, da die Mykobakterien weit ins makroskopisch gesund erscheinende Gewebe vordringen. Ein Herausschneiden ist vorwiegend bei prä-ulcerativen Formen der Erkrankung ratsam.

### Antibiotika
Seit 2004 empfiehlt die WHO eine standardisierte antimykobakterielle Therapie mit Rifampicin p.o. und Streptomycin i. m. über 8 Wochen, die bei rund 20 % der Behandelten mit einem mehr oder minder ausgeprägten partiellen Hörverlust einher geht. Die Rezidivrate liegt dabei unter 2 %. Antibiotikaresistenzen wurden bei Monotherapie mit Rifampicin aus Ghana berichtet. Sie stellen noch keinen limitierenden Faktor für eine Therapie dar. Klinische Studien zur Anwendung eines rein oralen Therapieregimes mit Rifampicin und Clarithromycin zeigten erfolgversprechende Ergebnisse vorwiegend im Frühstadium.
Als hochwirksam – auch gegenüber Rifampicin – bestätigte sich ein Imidazopyridinamid in vitro als auch in vivo in einer Phase-I-Studie. Da das Bakterium M. ulcerans an ein Leben in stabiler Umgebung angepasst ist, sind viele seiner Gene inaktiviert, da viele Zellfunktionen nur von freilebenden Organismen benötigt werden. Die Atmung der robusteren TB-Bakterien beruht auf zwei Stoffwechselwegen. Das Imidazopyridinamid blockiert einen davon. M. ulcerans verlor den gegen das Imidazopyridinamid resistenten Signalweg und überlebt daher die Behandlung nicht lange.

### Wärme-Behandlung
Konsequentes Erwärmen der Geschwüre auf 40 °C inaktiviert die Bakterien. In einer Studie trugen sechs Patienten einige Wochen Verbände mit warmen Paketen. Jedes Geschwür heilte, Rückfälle lagen auch 18 Monate danach nicht vor. Die Methode wird nun an mehr Patienten erprobt.

### Tonmineral-Behandlung
Eine heilende Wirkung wurde auch mit bestimmten Illiten (Tonmineralien) beobachtet. Dies könnte kostengünstige Präparate ermöglichen.